# Швидкість корабля
Швидкість корабля — один з найважливіших тактико-технічних елементів, що виражається відстанню, прохідним кораблем в одиницю часу. Швидкість корабля вимірюється в вузлах (тобто морських милях за годину), кабельтових за хвилину, кілометрах за годину і т. д. Розрізняють декілька видів швидкостей корабля (залежно від режиму роботи головної енергетичної установки (ГЕУ), умов плавання і способу зчислення:
- Абсолютна швидкість корабля — швидкість, яка вимірюється відстанню, прохідним кораблем в одиницю часу відносно ґрунту по лінії шляху корабля.
- Безпечна швидкість корабля — швидкість, при слідуванні з якої може бути зроблено належне і необхідну дію для попередження зіткнення.
- Бойова економічна швидкість корабля (або крейсерська) — швидкість, що вимагає найменшої витрати палива на пройдену милю при нормальній водотоннажності і роботі корабельних та бойових технічних засобів у режимі, що забезпечує повну технічну готовність головних механізмів до розвитку повної бойової швидкості.
- Генеральна швидкість корабля вимірюється відстанню, прохіднимою кораблем в одиницю часу по генеральному курсу.
- Допустима швидкість корабля обмежується умовами виконуваної бойового завдання, обстановки або правилами плавання (при траленні, буксирування, на хвилюванні або мілководдя, відповідно до правил рейдової служби або обов'язковою постановою по порту)
- Найбільша швидкість корабля (або максимальна) розвивається при роботі ГЕУ корабля у форсованому режимі з одночасним забезпеченням повної бойової готовності корабля. Тривале форсування ГЕУ може призвести до виходу її з ладу і втрати ходу, внаслідок чого до досягнення кораблем найбільшої швидкості вдаються у виняткових випадках.
- Найменша швидкість корабля — швидкість, на якій корабель ще може утримуватися на курсі (управлятися за допомогою керма).
- Відносна швидкість корабля вимірюється відстанню, прохідним кораблем в одиницю часу щодо води.
- Повна бойова швидкість корабля (або швидкість повного ходу) досягається при роботі ГЕУ в режимі повної потужності при одночасній роботі всіх бойових і технічних засобів корабля, що забезпечують повну бойову готовність корабля.
- Економічна швидкість корабля (або техніко-економічна) — швидкість, що досягається при роботі ГЕУ в економічному режимі. При цьому досягається задача найменшої витрати палива на пройдену милю з одночасним забезпеченням встановленої бойової готовності і побутових потреб корабля.
- Ескадрена швидкість корабля (або призначена) — швидкість з'єднання або групи кораблів, встановлювана в кожному окремому випадку виходячи з вимог поставленого завдання, обстановки в районі переходу, навігаційних та гідрометеорологічних умов.